# Liberta (Antigua-et-Barbuda)
Liberta est la troisième plus grande ville d'Antigua. Elle est située dans le sud de l'île, l'intérieur des terres de Falmouth Harbour et le port de Falmouth, à laquelle elle est reliée par la route.

## Histoire
Au moment de l'émancipation et de l'abolition de l'esclavage, une femme propriétaire foncière, ayant des ennuis financiers, a été contrainte de vendre une partie de ses biens en petits lots. Les anciens esclaves du quartier ont racheté en pleine propriété, ils désiraient posséder la terre à perpétuité. Immédiatement, ils s'installèrent sur les lots qu'ils avaient achetés, construisant leur maison et cultivant leur jardin. En plus de travailler dans les plantations voisines, ils travaillaient comme mécaniciens à l'arsenal. Plus tard, leurs descendants ont également travaillé dans le commerce comme tailleurs et commerçants. "Liberta" (dans le sens "liberté") provient des gens libérés en 1835. En 1842, une enseigne peinte près de sa frontière disait: « Le Village de Liberta ».

## Éducation
Dans le village de Liberta, il y a une école primaire appelée Liberta Junior qui dessert les enfants âgés de 1 à 9 ans.